# Bratnia Góra (Białoruś)
Bratnia Góra (biał. Братняя Гара; ros. Братняя Гора) – wieś na Białorusi, w obwodzie witebskim, w rejonie brasławskim, w sielsowiecie Mieżany.

## Historia
W latach 1921–1945 leśniczówka a następnie kolonia leżała w Polsce, w województwie nowogródzkim (od 1926 w województwie wileńskim), w powiecie brasławskim, w gminie Opsa a następnie w gminie Dryświaty.
Według Powszechnego Spisu Ludności z 1921 roku zamieszkiwało tu 10 osób, wszystkie były wyznania rzymskokatolickiego i zadeklarowały polską przynależność narodową. Był tu 1 budynek mieszkalny. W 1931 w 5 domach zamieszkiwało 37 osób.
Wierni należeli do parafii rzymskokatolickiej w Mieżanach. Miejscowość podlegała pod Sąd Grodzki w Opsie i Okręgowy w Wilnie; właściwy urząd pocztowy mieścił się w Mieżanach.